# Stanislao Falchi
Pour les articles homonymes, voir Falchi.
Stanislao Falchi (Terni, 29 janvier 1851 - Rome, 14 novembre 1922) est un compositeur italien.

## Biographie
Il a étudié à Terni avec Celestino Magi et à Rome avec Salvatore Meluzzi et Ettore Pinelli. Là, à partir de 1877, il a été professeur de chant choral à Santa Cecilia, et est devenu plus tard professeur d'harmonie et de composition. De 1902 à 1916, il a été directeur du Liceo Musicale di Santa Cecilia. Il a eu comme étudiants entre autres, Licinio Refice, Vittorio Gui et Adriano Lualdi.

## Compositions
Il a écrit trois opéras: 
- Lorhelia, légende flamande, avec un prologue et quatre actes, livret de Pietro Calvi (première représentation à Rome, Teatro Argentina, le 4 décembre 1878),
- Judith, en quatre actes, livret de Romulus Brigiuti et Francesco Mancini ( Rome, Apollo Theatre 12 mars 1887)
- Tartini o il Trillo del Diavolo, opéra semiseria en trois actes sur un livret de Ugo Fleres, (Rome, Teatro Argentina 29 janvier 1899, avec Giuseppe Borgatti).

Tartini o il Trillo del Diavolo, qui a été un succès, a été repris pendant quelques années, notamment à Rome (au Teatro Costanzi en 1902). On se souvient aujourd'hui du solo de violon.

## Source
- (it) Cet article est partiellement ou en totalité issu de l’article de Wikipédia en italien intitulé « Stanislao Falchi » (voir la liste des auteurs).